# Języki dolnofrankońskie

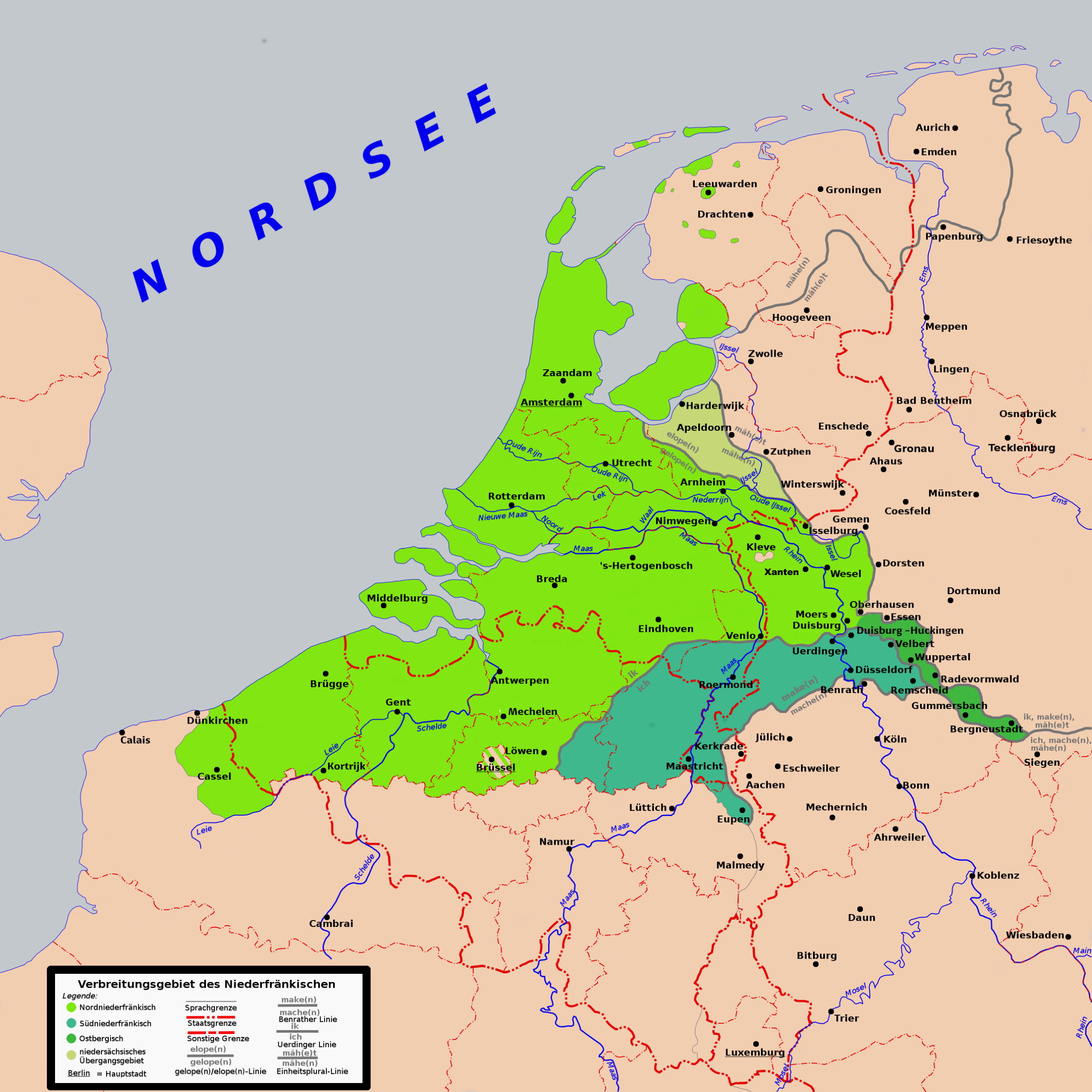
Zasięg języków dolnofrankońskich w Europie

Języki dolnofrankońskie lub dolnofrankijskie – grupa kilku blisko spokrewnionych ze sobą języków zachodniogermańskich, które rozwijały się na terenach Niderlandów. Tradycyjnie zalicza się do nich:
- język niderlandzki
  - język flamandzki
- język afrykanerski (Afrikaans)

Obecnie widoczna jest tendencja do wyodrębniania z niderlandzkiego języka limburskiego.
Języki dolnofrankońskie mogą być zaliczone do języków dolnoniemieckich, chociaż często przeciwstawia się dolnofrankoński dolnoniemieckiemu utożsamionemu z dolnosaksońskim.